# Veiga (Ortigueira)
Veiga o San Adrián de Veiga (llamada oficialmente Santo Adrao de Veiga) es una parroquia y un lugar español del municipio de Ortigueira, en la provincia de La Coruña, Galicia.

## Geografía
Ocupa un territorio de 13 km².  Sus límites geográficos son:
- al norte con las parroquias de Feás y Landoy, ambas del municipio de Cariño;
- al oeste, con las parroquias de Régoa y Montojo, ambas del vecino ayuntamiento de Cedeira;
- al sur con la parroquia de Mera de Baixo; y
- al este  tiene como límite natural la ría de Ortigueira.

## Historia
De época prehistórica se conservan restos de túmulos megalíticos (mámoas) en los altos de A Capelada y castros como Coucepenido, Fornelos o Montoán. De la Alta Edad Media destaca el "Castelo do Casón", baluarte defensivo con una torre de vigilancia sobre la ría de Ortigueira y que está siendo excavado y puesto en valor en estos últimos años. La primera referencia escrita aparece sobre el siglo XII como dependiente del Monasterio de San Juan de Caaveiro. Como consecuencia de la reorganización administrativa llevada a cabo por Mendizabal en 1836, pasa a ser municipio, comprendiendo además de su parroquia, las dos Mera (Santiago y Santa María), Feás, Landoi, Sismundi, A Pedra y Cariño. Pero en 1848, debido a los altos costes de mantener la administración local, solicitan la fusión al municipio de Ortigueira. Esta fusión se produce en 1850, junto con Freires y Couzadoiro.

## Entidades de población
Entidades de población que forman parte de la parroquia:
- A Leixa
- A Pena do Vilar
- A Ramalleira
- As Cascas
- As Penas
- Calvario (O Calvario)
- Catadoira (A Catadoira)
- Cerdeiras
- Fabás
- Figueiras
- Lamelas
- O Casón
- O Cotiño
- Miñeixa
- Montecelo
- Montoán
- Muíños
- Peago (O Peago)
- Pereira
- Quintá
- Sa
- Serantes
- Veiga
- Viñán
- Vixildo

## Despoblados
- A Capelada
- A Cruz
- As Naveiras
- Soñín

## Demografía

### Parroquia
| Gráfica de evolución demográfica de Veiga (parroquia) entre 2000 y 2019 |
|                                                                         |
| Datos según el nomenclátor publicado por el INE.                        |

### Lugar
| Gráfica de evolución demográfica de Vega (lugar) entre 2000 y 2019 |
|                                                                    |
| Datos según el nomenclátor publicado por el INE.                   |

## Monumentos
Entre los edificios más emblemáticos que encontramos en su territorio, figuran su templo parroquial, bajo la advocación de San Adrián, con fachada y torre barrocas, procedentes de la parroquial de Santa Marta de Ortigueira que se arruinara en 1883; el antiguo Escolar, construido y financiado en sus inicios por el indiano José A. Cornide Crego que residía en Santa Clara (Cuba), construido entre 1905 y 1908, fue inaugurado en 1912 y que actualmente se encuentra en estado de semiabandono tras largos lustros en desuso. Sus propietarios son los herederos de la familia local de apellido Cornide, quienes fueron sus principales contribuyentes.

## Carreteras
Recorren esta parroquia en sentido suroeste-norte, 4 km de la carretera comarcal  AC-6121   que comienza con su km 0 en un desvío hacia el norte de la  AC-862 , en el lugar de Puente Mera, en la vecina parroquia de Mera de Abaixo, hasta terminar en el limítrofe ayuntamiento de Cariño, junto al faro del Cabo Ortegal.